# Agylla tecta
Agylla tecta är en fjärilsart som beskrevs av Alfred Ernest Wileman 1910. Agylla tecta ingår i släktet Agylla och familjen björnspinnare. Inga underarter finns listade i Catalogue of Life.